# ディートリヒ・フォン・アンハルト＝デッサウ
ディートリヒ・フォン・アンハルト＝デッサウ（Dietrich von Anhalt-Dessau, 1702年8月2日 - 1769年12月2日）は、アンハルト＝デッサウ侯領の公子で、プロイセン王国に仕えた軍人。最終階級は元帥。アンハルト＝デッサウ侯レオポルト1世とアンナ・ルイーゼ・フェーゼの3男としてデッサウで生まれた。ヴィルヘルム・グスタフ、レオポルト2世の弟。

## 生涯
プロイセン軍に生涯を捧げ、後に「老デッサウ人」と呼ばれてプロイセンの一時代を代表する将軍と見なされるようになるレオポルト1世の息子として、ディートリヒも当然のこととして軍人の道を歩み、ポストも用意されていた。
はじめディートリヒはオランダ軍に入り大尉となったが（祖母ヘンリエッテ・カタリーナ・フォン・オラーニエンの縁によったとされる）、1718年にプロイセン軍に転じて中佐となり、父の第3歩兵連隊に所属して大北方戦争に従軍した。ディートリヒは軍務に対して優れた情熱と適性を示し、1722年には第10歩兵連隊指揮官の地位を与えられ、大佐に昇進する。1730年には連隊シェフとなった。1733年、ポーランド継承戦争が始まるとディートリヒも従軍し、王太子フリードリヒ（後のフリードリヒ2世）と共にプリンツ・オイゲンの帷幕に加わって戦った。1738年、少将に任命される。
オーストリア継承戦争が開始された1740年冬、ディートリヒはマルヴィッツ軍に属して先行する部隊の後にシュレージエンに入り、諸方の都市の占領を担った。続く1741年4月のモルヴィッツの戦いでは、マルヴィッツの指揮下に右翼歩兵第一戦列に位置して旅団を指揮し、オーストリア騎兵部隊の猛攻に直面したがこれを支え切った。その後カルクシュタインの指揮のもとブリーク要塞攻略に参加し、6月にグロッカウで行われたオーストリア軍との捕虜交換ではオーストリア軍のレントゥルスに対するプロイセン側の代表を務めている。さらにその後は次兄レオポルト2世の指揮下に入ってナイセの包囲に携わった。クラインシュネレンドルフの密約によるナイセ明け渡しの後、ディートリヒは中将に昇進し、黒鷲勲章を授与された。
1742年のメーレンにおける作戦で、ディートリヒはまず2月にイグラウ攻略の指揮を任され、これを行った後ゼーロヴィッツでブリュン包囲の後巻きをしている大王軍に合流した。しかしハンガリーからオーストリアの援軍が侵入して来たため、フリードリヒ2世はディートリヒにハンガリー勢の排除を命じて、歩兵8個大隊、騎兵30個中隊を与えた。ディートリヒはスカリッツやウンガリッシュブロートから続々と侵入してくる敵をハンガリーに追い返し、オルミュッツとの連絡線を確保した。しかし4月になるとフリードリヒ2世はメーレンでの作戦を断念して、主力部隊はベーメンに北上し、ディートリヒにはオルミュッツから上シュレージエンへの撤退を指揮するよう命じた。追いすがるハンガリーの軽歩兵から後送される傷病兵の車列を守りながら、ディートリヒはイェーゲルンドルフとトロッパウの線に後退し、増援部隊を率いた父と合流した。
講和を挟んで1744年から行われた第二次シュレージエン戦争では、ディートリヒはマルヴィッツ軍に属して再びオルミュッツ攻略を図るも、冬のプロイセン軍全面撤退によって上シュレージエンに後退する。上シュレージエンのプロイセン軍は反攻を試みる優勢なオーストリア軍に直面し、さらにトロッパウを放棄してラティボルまで退かざるを得なくなった。司令官のマルヴィッツが急死したためディートリヒが指揮を引き継ぐも、コーゼルまで後退を重ねたが、1745年に入ると父がナイセから反撃に出てオーストリア軍を撤退させた。
ホーエンフリートベルクの戦いにおいては次兄の指揮下に入り、弟モーリッツと共にザクセン軍を攻撃して敗走させた。戦勝後ディートリヒは歩兵大将に昇進し、フリードリヒ2世軍に属してベーメンに攻め込んだが、本国にあってザクセンを牽制している父の軍に増援として派遣される。父がザクセン軍に対して攻撃を開始したときには、ディートリヒは占領したザクセンの都市ライプツィヒの守備を命じられた。
ディートリヒは兄弟の中で最も将才に恵まれ、フリードリヒ2世との仲も最も良かった。戦争終結後は所有する連隊の錬度向上に力を入れ、1747年には元帥に叙された。しかし、やがて軍務に倦んで、何度かの暇乞いの末にフリードリヒ2世に許されて1750年にデッサウに引退した。この時に第10歩兵連隊シェフの地位も手放している。七年戦争にも参加していない。引退後は狩猟三昧の日々を送るが、1751年に次兄レオポルト2世が50歳で死去すると、幼い甥レオポルト3世・フリードリヒ・フランツの後見役となり、レオポルト3世の成人の宣言された1758年までアンハルト＝デッサウ侯領の摂政を務めた。1769年、独身のまま67歳で死去。

## 参考資料
- Christopher Duffy, The Army of Frederick the Great, （Chicago, The Emperor's Press, 1996）
- Joachim Engelmann, Friedrich der Grosse und seine Generale, （Podzun-Pallas-Verlag GmbH, 1988）
- ADB:Dietrich_(Fürst_von_Anhalt-Dessau) Allgemeine Deutsche Biographie, herausgegeben von der Historischen Kommission bei der Bayerischen Akademie der Wissenschaften, Band 5 (1877), ab Seite 172, Digitale Volltext-Ausgabe in Wikisource